# Авриль (Мёрт и Мозель)
Аври́ль (фр. Avril) — коммуна во французском департаменте Мёрт и Мозель, региона Лотарингия. Относится к  кантону Брие.

## География

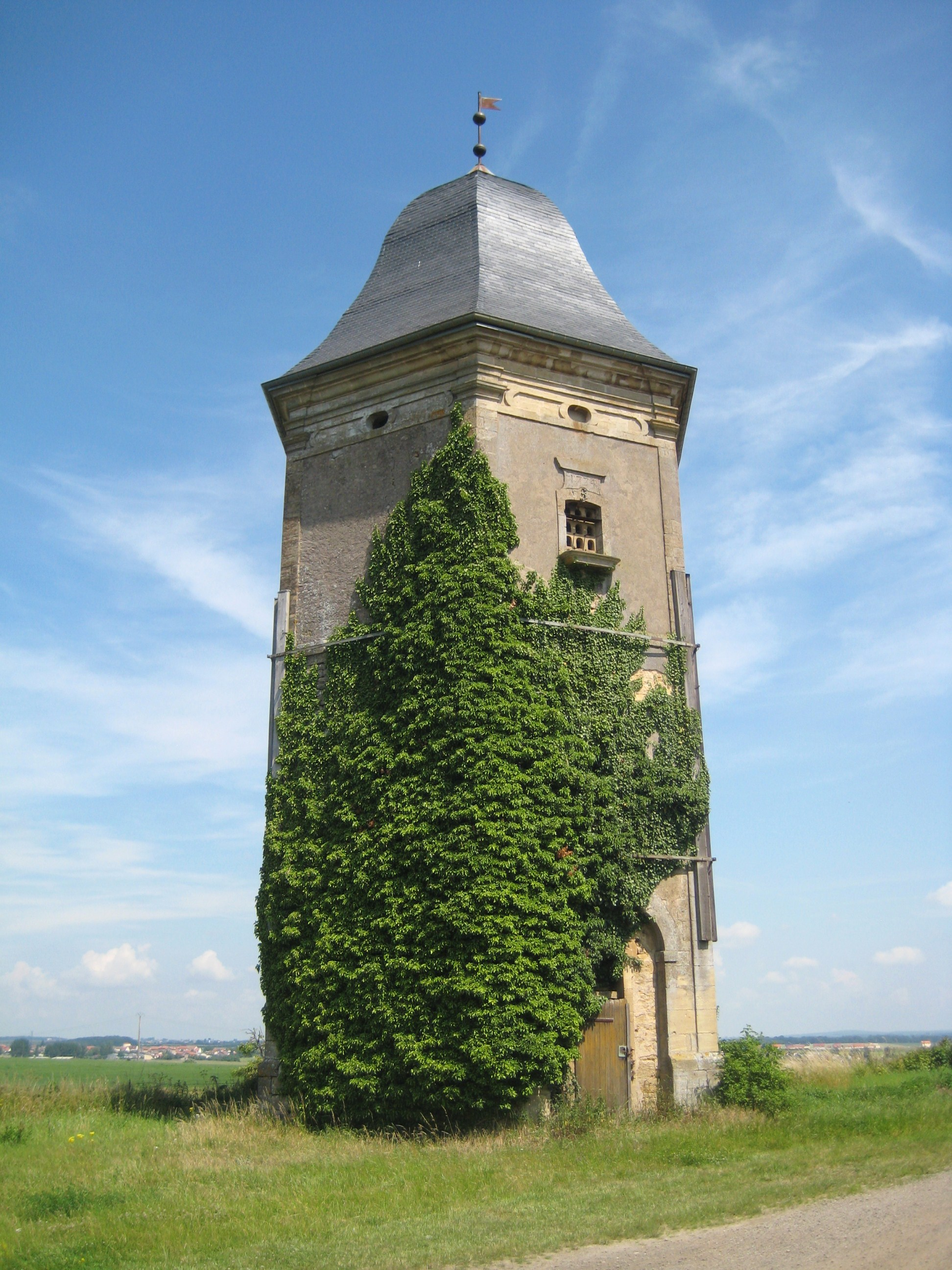
Авриль. Голубятня бывшего аббатства Сен-Пьеррмон.

Авриль расположен в 25 км к северо-западу от Меца. Соседние коммуны: Муаевр на юго-востоке, Брие на юге, Манс на юго-западе, Мансьель, Ану на западе, Беттенвиллер и Тюккенье на северо-западе.

## Демография
Население коммуны на 2010 год составляло 960 человек.
| 1962 | 1968 | 1975 | 1982 | 1990 | 1999 | 2010 |
| ---- | ---- | ---- | ---- | ---- | ---- | ---- |
| 542  | 515  | 535  | 508  | 506  | 579  | 960  |